# GJ 1214 b

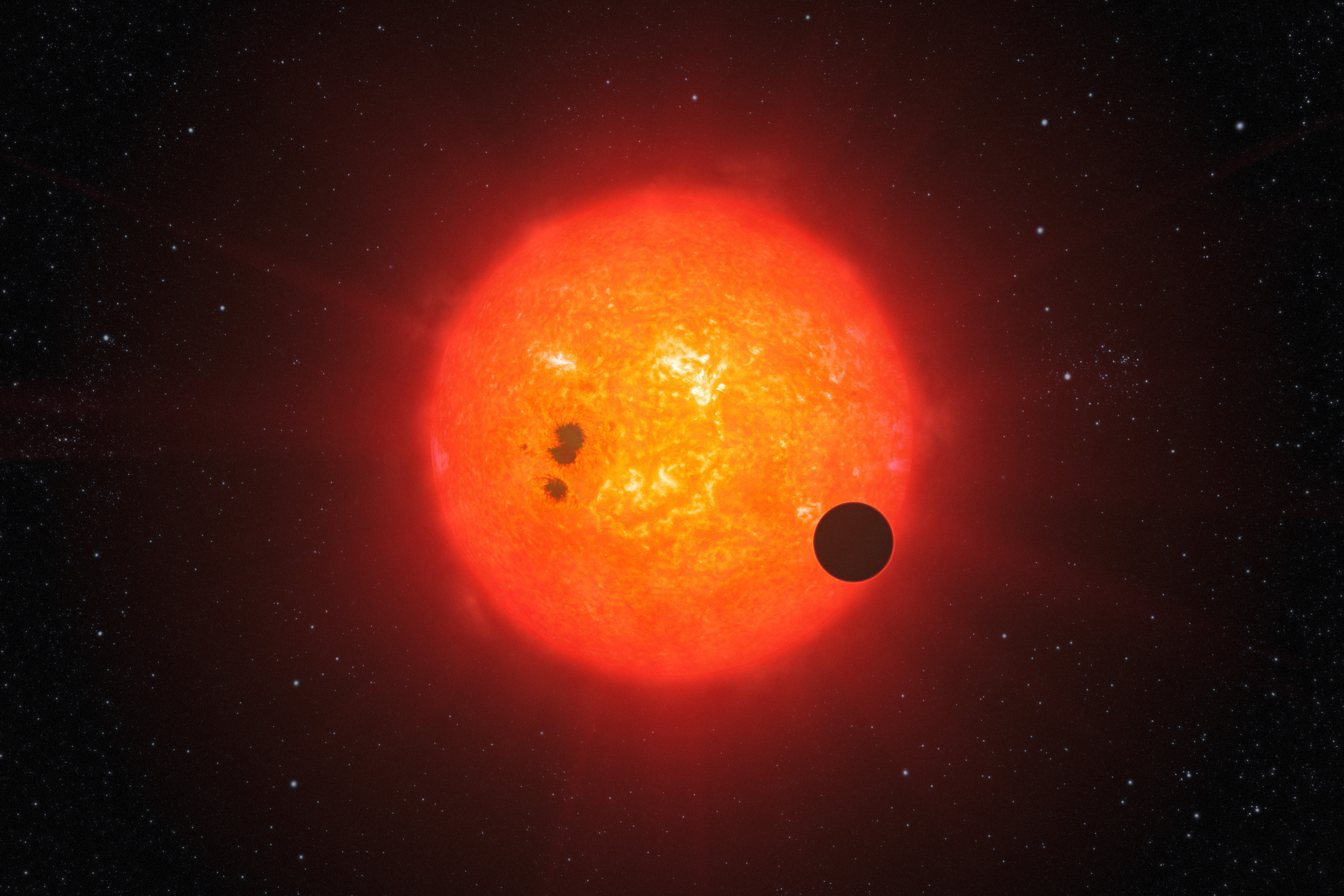
Esta impresión artística muestra el aspecto posible de la supertierra alrededor de la cercana estrella GJ1214. Descubierto por el proyecto MEarth e investigado más a fondo por el espectrógrafo HARPS en el telescopio de 3,6 metros de ESO en La Silla, GJ1214b es el segundo exoplaneta supertierra donde los astrónomos han determinado la masa y el radio, dando pistas vitales acerca de su estructura. También es la primera supertierra en torno al cual ha sido encontrada una atmósfera.

GJ 1214 b es un planeta extrasolar que orbita la estrella GJ 1214 aproximadamente a 40 años luz, en la constelación de Ofiuco. Esta supertierra tiene 6 veces la masa de la Tierra y 2,6 veces su radio. Fue descubierto por David Charbonneau y sus colaboradores el 16 de diciembre de 2009, siendo la segunda supertierra descubierta tras COROT-7b. Se cree que GJ 1214 b está formado principalmente por agua helada en un 75 % y por silicio y hierro, y posee una atmósfera muy densa, de unos 200 km de espesor. Su periodo orbital es tan solo de 38 horas, con un semieje mayor de 0,06 UA (2 millones de km), unas 70 veces más cerca que la Tierra del Sol. La temperatura del planeta puede oscilar entre los 393–555 K (120–282 °C o 248–540 °F), siendo menos caliente que otros planetas en tránsito. Actualmente, es el candidato conocido más probable para un planeta océano.

## Características
GJ 1214 b es un planeta extrasolar en tránsito: su masa y radio se deduce del desplazamiento doppler en el espectro de la estrella GJ 1214 y el oscurecimiento de la luz de la estrella cuando el planeta pasa por delante. Estas observaciones no proporcionan evidencia directa de la estructura o la composición del planeta, y en la actualidad, no hay evidencia directa de la presencia de agua o cualquier otra molécula. La masa y el radio, en comparación con los modelos teóricos de la estructura planetaria, sugieren que existe una envoltura gaseosa relativamente gruesa. Es posible proponer estructuras asumiendo diferentes composiciones, guiada por escenarios para la formación y evolución del planeta. GJ 1214 b podría ser un planeta rocoso con una atmósfera  desgasificada rica en hidrógeno, un mini-Neptuno, o un planeta océano. Si es un mundo de agua podría ser considerado como una versión más grande y caliente de la luna Europa de Júpiter. Si GJ 1214 b se supone que es un planeta océano, es decir, el interior se supone está compuesto principalmente de un  núcleo rocoso rodeado de agua, la proporción de la masa total consistente con la masa y el radio de son ~25 % de roca y ~75 % de agua, cubierta por una espesa envoltura de gas como el hidrógeno y el helio (~ 0,05 %). Planetas de agua podrían resultar de la migración planetaria hacia el interior y se originan como protoplanetas que se formaron a partir de  materiales volátiles ricos en hielo más allá de la línea de nieve, pero que nunca alcanzó las masas suficientes para acumular una gran cantidad de H/He  gas de la nebulosa. Debido a la variación de la  presión en la profundidad, los modelos de agua incluyen un mundo "de vapor, líquido, superfluido, hielos a alta presión, y las fases de plasma del agua".
 Parte del agua en fase sólida puede ser en forma de hielo VII.
A pesar de que una atmósfera planetaria aún no se ha confirmado directamente, la relativa cercanía del planeta debería permitir a los telescopios espaciales, como el telescopio espacial Hubble, detectar y caracterizar una si existe. Debido a la edad estimada del sistema planetario y al cálculo del escape hidrodinámico a una tasa de 9×105 kg s−1, los científicos concluyen que ha habido una pérdida significativa de la atmósfera durante la vida del planeta y que cualquier atmósfera actual no puede ser primordial.
GJ 1214 b puede ser más frío que cualquier otro conocido planeta en  tránsito. Su temperaturas de equilibrio podría ser aproximadamente entre 393-555 K (120-282 °C o 248-540 °F), dependiendo de la cantidad de la radiación de la estrella que es reflejada hacia el espacio.